# سوزان فلمنج
سوزان فلمنج (بالإنجليزية: Susan Fleming)‏ هي ممثلة أمريكية، ولدت في 19 فبراير 1908 بنيويورك في الولايات المتحدة، وتوفيت في 22 ديسمبر 2002 في الولايات المتحدة بسبب نوبة قلبية.

## وصلات خارجية
- سوزان فلمنج على موقع IMDb (الإنجليزية)
- سوزان فلمنج على موقع قاعدة بيانات برودواي على الإنترنت (الإنجليزية)
- سوزان فلمنج على موقع قاعدة بيانات الفيلم (الإنجليزية)